# 鮫島彩
鮫島 彩（さめしま あや、1987年6月16日 - ）は、栃木県河内郡河内町（現・宇都宮市）出身の元女子サッカー選手。元サッカー日本女子代表。現役時のポジションはミッドフィールダー（サイドハーフ）、ディフェンダー （サイドバック）。常盤木学園高等学校出身。筑波大学大学院修了。

## 経歴

### ユース
小学1年生のとき、近所に女子サッカーチームがあり、「サッカーというより鬼ごっこ」のような雰囲気に惹かれてサッカーを始める。中学校の部活ではテニス部に所属し、「絶対にサッカー選手になりたい」という気持ちはなかった。ところが、後に日本女子代表となる安藤梢も在籍していた地元クラブの河内SCジュベニールに所属すると、監督の阿満憲幸の指導のもと頭角をあらわした。その後U-15の全国大会に出場。実力を認められ、宮城県仙台市にある常盤木学園高等学校にサッカー留学した。1年からレギュラーに起用され、第14回全日本高等学校女子サッカー選手権大会では背番号10を背負い準優勝した。高校時代は攻撃的MFのポジションでスピードに乗ったドリブルを得意とした。8度の全国大会出場、3度の準優勝を経験した鮫島は一躍注目を集め、U-18で初めて日本代表に選ばれる。しかし、母親と同じく「看護師になりたいという気持ちがあった」鮫島は、「代表練習に行くのはもう嫌で、嫌で」、また「欲がなくて、そういう高いレベルでプレーすることを望んでいなかった。」

### シニア
東京電力マリーゼ
なでしこリーグのYKK AP東北女子サッカー部フラッパーズ（宮城県志田郡三本木町、現・大崎市）が東京電力女子サッカー部マリーゼ（福島県双葉郡広野町）になる際、高校卒業後の進路に悩む鮫島に誘いをかけたところ、高校の部活や代表合宿を通して「YKKの楽しい雰囲気」を知っていた鮫島はこれを承諾し、高校卒業後の2006年にマリーゼに入団。プロ契約ではないため、東京電力福島第一原発で事務員の仕事をするかたわら、練習や試合に臨んだ。レギュラーを獲得するとU-20日本女子代表に選出され、AFC U-19女子選手権2006マレーシアでは、韓国戦、インド戦、中国戦でゴールを決めた。
2007年、シーズンにチームはディビジョン2に降格したが、鮫島はmocなでしこリーグ2007ディビジョン2シーズン最優秀選手賞（MVP）を受賞し、チームも優勝して1年での一部復帰を果たした。
2007年以降なでしこチャレンジプロジェクトに参加すると、2008年にはなでしこジャパンに初選出された。代表ではサイドの突破力を買われ、ミッドフィールダーから左サイドバックにコンバートされた。2009年シーズンではマリーゼでも左サイドバックとして出場している。
ボストン・ブレイカーズ
2011年3月11日に発生した東北地方太平洋沖地震（東日本大震災）によって引き起こされた福島第一原子力発電所事故の影響を受け、マリーゼが活動を自粛すると「このままサッカーを続けていいのか」と思い悩んだが、サッカーを続けることを選び、マリーゼの練習に参加していたアメリカ人選手の誘いもあってWPSのボストン・ブレイカーズに移籍した。当時のマリーゼの監督だった菅野将晃は「国内に移籍したとしてもマリーゼが気になってプレーに集中できないんじゃないかと思って、海外を薦めました」と話している。東京電力でプレーしていたということで、国内移籍では受け入れ先に迷惑がかかるのではないか、という配慮もあった。6月12日のスカイ・ブルーFC戦で後半はじめから途中出場したのがWPSデビューとなった。
同年6月に開催された2011 FIFA女子ワールドカップにおいても左サイドバックとして全試合でスタメンとしてプレーし、7月17日に行われた決勝戦でもアメリカ代表に勝利し優勝を決めたチームに貢献した。8月10日、これまでのスポーツ界の貢献に対して、同じく栃木県出身の安藤梢とともに栃木県県民栄誉賞を授与された。ロンドン・オリンピック最終予選でもチームで唯一5試合フル出場した。
モンペリエHSC
同年9月12日、フランスリーグ1部のモンペリエHSCと2年契約を結んだと発表。当時モンペリエには宇津木瑠美も所属していた。
同年12月22日、熊谷紗希と永里優季とともに、東松島市立矢本西小学校（宮城県東松島市）を訪問し、サッカー教室などで被災地の児童たちと交流した。
2012年6月をもってモンペリエHSCを退団。
ベガルタ仙台レディース
同年7月9日、ベガルタ仙台レディースに移籍。チーム初のプロ契約選手となる。
同年8月21日、仙台市から賛辞の楯が贈呈されることとなった。
日本代表としてロンドンオリンピックでは6試合中5試合に出場し、銀メダルを獲得した。
2013年3月20日、仙台市内で常盤木学園高校と練習試合中、後半に右足の違和感を訴えて途中交代、その後リハビリで様子を見ていたが5月23日に痛みが引かないため精密検査を行った結果、右太腿の肉離れと腱損傷で全治約3カ月と診断されたと発表。リハビリ中に同じ施設に通っていた冬季オリンピックスノーボード女子パラレル大回転代表の竹内智香と交流を持ち、その後竹内は2014年ソチオリンピックで銀メダルを獲得した。
2014年2月28日にヒューストン・ダッシュへ半年間の完全移籍（9月にベガルタ仙台に戻る予定だった）が決まったものの、2月の日本代表合宿中に再び負傷し、結局ヒューストン・ダッシュとの契約はできず、同年7月29日にベガルタ仙台レディースへ復帰が発表された。
INAC神戸レオネッサ
2015年1月、INAC神戸レオネッサにプロ契約での移籍を発表した。 年末に行われた皇后杯で優勝し、自身初のクラブタイトル獲得。
同年6月から開催されたFIFA女子ワールドカップ カナダ大会では決勝でアメリカ代表に敗れ大会連覇は逃したが、アメリカのスポーツ専門局ESPNは大会のベストイレブンに準優勝の日本から唯一鮫島を選出した。
2016年、2016年リオデジャネイロオリンピックのサッカー競技・アジア予選の日本代表メンバーに選出されたが、チームは予選3位となり五輪出場権を逃した。
2016年シーズン、2010年以来6年ぶりとなるリーグのベストイレブンに選出された。
2017年シーズン、2年連続でリーグのベストイレブンに選出された。
大宮アルディージャVENTUS
2021年1月13日、INAC神戸レオネッササポーターに約900文字のメッセージを残し、大宮アルディージャVENTUSに移籍した。
2024年5月23日、2023-24シーズンをもって現役引退することをクラブ公式サイトを通して発表した。

### 引退後
同年5月26日に行われた引退会見にて今後について明確なビジョンは今の時点ではなく、いろんなことにチャレンジしていきたいと公言。また、「裏方や集客に関することに昔から興味があるので、そういうことに触れていけたらいいなと思う」とも語っている。
現役時の2023年より筑波大学大学院に在学していたが、2025年3月に修了した。

## 所属クラブ
- 1995年 - 2002年 河内SCジュベニール
- 2003年 - 2005年 常盤木学園高等学校サッカー部
- 2006年 - 2011年 TEPCOマリーゼ
- 2011年 - 2011年8月 ボストン・ブレイカーズ
- 2011年9月 - 2012年6月 モンペリエHSC
- 2012年7月 - 2014年2月、7月 - 2015年 ベガルタ仙台レディース
- 2015年1月 - 2020年 INAC神戸レオネッサ
- 2021年 - 2024年5月 大宮アルディージャVENTUS

## 個人成績

### クラブ
| クラブ                         | シーズン       | リーグ               | 背番号 | リーグ戦 | リーグ戦 | カップ戦 | カップ戦 | リーグ杯 | リーグ杯 | UEFA / AFC | UEFA / AFC | 合計     | 合計     |
| クラブ                         | シーズン       | リーグ               | 背番号 | 出場     | 得点     | 出場     | 得点     | 出場     | 得点     | 出場       | 得点       | 出場     | 得点     |
| ------------------------------ | -------------- | -------------------- | ------ | -------- | -------- | -------- | -------- | -------- | -------- | ---------- | ---------- | -------- | -------- |
| 東京電力女子サッカー部マリーゼ | 2006           | なでしこ Div.1       | 25     | 17       | 1        | 2        | 0        | —        | —        | —          | —          | 19       | 1        |
| 東京電力女子サッカー部マリーゼ | 2007           | なでしこ Div.2       | 21     | 21       | 8        | 3        | 0        | 4        | 3        | —          | —          | 28       | 11       |
| 東京電力女子サッカー部マリーゼ | 2008           | なでしこ Div.1       | 9      | 21       | 5        | 3        | 0        | —        | —        | —          | —          | 24       | 5        |
| 東京電力女子サッカー部マリーゼ | 2009           | なでしこ Div.1       | 9      | 21       | 1        | 3        | 1        | —        | —        | —          | —          | 24       | 2        |
| 東京電力女子サッカー部マリーゼ | 2010           | なでしこ Div.1       | 9      | 18       | 3        | 2        | 0        | 5        | 3        | —          | —          | 25       | 6        |
| 東京電力女子サッカー部マリーゼ | 2011           | なでしこ Div.1       | 8      | 活動自粛 | 活動自粛 | 活動自粛 | 活動自粛 | 活動自粛 | 活動自粛 | 活動自粛   | 活動自粛   | 活動自粛 | 活動自粛 |
| 東京電力女子サッカー部マリーゼ | 通算           | 通算                 | 通算   | 98       | 18       | 13       | 1        | 9        | 6        | 0          | 0          | 120      | 25       |
| ボストン・ブレイカーズ         | 2011           | WPS                  | 28     | 5        | 0        | —        | —        | —        | —        | —          | —          | 5        | 0        |
| モンペリエHSC                  | 2011-12        | ディヴィジオン・アン | 8      | 18       | 0        | 5        | 0        | —        | —        | -          | -          | 23       | 0        |
| ベガルタ仙台レディース         | 2012           | チャレンジ           | 9      | 6        | 3        | 2        | 1        | —        | —        | —          | —          | 8        | 4        |
| ベガルタ仙台レディース         | 2013           | なでしこ             | 9      | 9        | 0        | 2        | 2        | 0        | 0        | —          | —          | 11       | 2        |
| ベガルタ仙台レディース         | 2014           | なでしこ             | 9      | 6        | 0        | 3        | 1        | —        | —        | —          | —          | 9        | 1        |
| ベガルタ仙台レディース         | 通算           | 通算                 | 通算   | 21       | 3        | 7        | 4        | 0        | 0        | 0          | 0          | 28       | 7        |
| INAC神戸レオネッサ             | 2015           | なでしこ1部          | 3      | 20       | 0        | 5        | 0        | —        | —        | —          | —          | 25       | 0        |
| INAC神戸レオネッサ             | 2016           | なでしこ1部          | 3      | 18       | 1        | 5        | 0        | 8        | 0        | —          | —          | 31       | 1        |
| INAC神戸レオネッサ             | 2017           | なでしこ1部          | 3      | 17       | 0        | 2        | 0        | 5        | 0        | —          | —          | 24       | 0        |
| INAC神戸レオネッサ             | 2018           | なでしこ1部          | 3      | 18       | 1        | 5        | 0        | 5        | 0        | —          | —          | 28       | 1        |
| INAC神戸レオネッサ             | 2019           | なでしこ1部          | 3      | 12       | 0        | 0        | 0        | 2        | 0        | -          | -          | 14       | 0        |
| INAC神戸レオネッサ             | 2020           | なでしこ1部          | 3      | 17       | 0        | 3        | 1        | —        | —        | —          | —          | 20       | 1        |
| INAC神戸レオネッサ             | 通算           | 通算                 | 通算   | 102      | 2        | 20       | 1        | 20       | 0        | 0          | 0          | 142      | 3        |
| 大宮アルディージャVENTUS       | 2021-22        | WE                   | 3      | 17       | 0        | 2        | 0        | —        | —        | —          | —          | 19       | 0        |
| 大宮アルディージャVENTUS       | 2022-23        | WE                   | 3      | 20       | 0        | 2        | 0        | 5        | 0        | —          | —          | 27       | 0        |
| 大宮アルディージャVENTUS       | 2023-24        | WE                   | 3      | 22       | 0        | 1        | 0        | 3        | 0        | -          | -          | 26       | 0        |
| 大宮アルディージャVENTUS       | 通算           | 通算                 | 通算   | 59       | 0        | 5        | 0        | 8        | 0        | 0          | 0          | 72       | 0        |
| 通算                           | 日本           | 日本                 | 1部    | 253      | 12       | 40       | 5        | 33       | 3        | 0          | 0          | 326      | 20       |
| 通算                           | 日本           | 日本                 | 2部    | 27       | 11       | 5        | 1        | 4        | 3        | 0          | 0          | 36       | 15       |
| 通算                           | アメリカ合衆国 | アメリカ合衆国       | 1部    | 5        | 0        | 0        | 0        | 0        | 0        | 0          | 0          | 5        | 0        |
| 通算                           | フランス       | フランス             | 1部    | 18       | 0        | 5        | 0        | 0        | 0        | 0          | 0          | 23       | 0        |
| 総通算                         | 総通算         | 総通算               | 総通算 | 303      | 23       | 50       | 6        | 37       | 6        | 0          | 0          | 390      | 35       |

- 女子プロフェッショナル・サッカー（WPS）
  - 初出場 - 2011年6月13日 スカイブルーFC戦 (ユルカック・フィールド（英語版）)[38]

- ディヴィジオン・アン
  - 初出場 - 2011年10月2日 第4節 FCFジュビシー・シュル・オルジュ（英語版）戦 (スタッド・ロベール・ボバン（フランス語版）)[38]

- WEリーグ
  - 初出場 - 2021年9月12日 第1節 INAC神戸レオネッサ戦 (ノエビアスタジアム神戸)[39]

### 代表
- 2008年3月10日 - 日本代表初出場 -  ロシア戦（キプロス・カップ2008）
- 2008年5月31日 - 日本代表初得点 -  チャイニーズタイペイ戦（2008 AFC女子アジアカップ）

#### 主な出場歴
- U-18日本女子代表
  - 2005年 - アディダスカップ アメリカ大会
  - 2005年 - 日中韓国際大会
- U-20日本女子代表
  - 2006年 - AFC U-19女子選手権2006 マレーシア

- 日本女子代表(なでしこジャパン)
  - 2008年 - キプロス・カップ2008
  - 2008年 - 2008 AFC女子アジアカップ 3位
  - 2010年 - バイセンテニアル・ウィメンズ・カップ2010 優勝
  - 2010年 - 東アジアサッカー選手権2010 優勝
  - 2010年 - 2010 AFC女子アジアカップ
  - 2010年 - 第16回アジア競技大会 優勝
  - 2011年 - アルガルヴェ・カップ2011 3位
  - 2011年 - 2011 FIFA女子ワールドカップ 優勝
  - 2012年 - アルガルヴェ・カップ2012 準優勝
  - 2012年 - ロンドンオリンピック 銀メダル
  - 2013年 - アルガルヴェ・カップ2013
  - 2015年 - アルガルヴェ・カップ2015
  - 2015年 - 2015 FIFA女子ワールドカップ 準優勝
  - 2016年 - リオデジャネイロオリンピック アジア最終予選
  - 2017年 - アルガルヴェ・カップ2017
  - 2018年 - アルガルヴェ・カップ2018
  - 2018年 - 2018 AFC女子アジアカップ 優勝
  - 2018年 - 第18回アジア競技大会 優勝
  - 2019年 - 2019 FIFA女子ワールドカップ

#### 試合数
| 日本代表 | 国際Aマッチ | 国際Aマッチ |
| 年       | 出場        | 得点        |
| -------- | ----------- | ----------- |
| 2008     | 2           | 1           |
| 2009     | 3           | 0           |
| 2010     | 15          | 1           |
| 2011     | 18          | 0           |
| 2012     | 14          | 0           |
| 2013     | 3           | 0           |
| 2014     | 2           | 1           |
| 2015     | 12          | 1           |
| 2016     | 3           | 0           |
| 2017     | 13          | 0           |
| 2018     | 18          | 1           |
| 2019     | 10          | 0           |
| 2021     | 1           | 0           |
| 通算     | 114         | 5           |

#### 出場試合
| 出場試合一覧 | 出場試合一覧   | 出場試合一覧                           | 出場試合一覧                                                     | 出場試合一覧         | 出場試合一覧   | 出場試合一覧 | 出場試合一覧                                       | 出場試合一覧 |
| #            | 開催日         | 開催都市                               | スタジアム                                                       | 対戦国               | 結果           | 監督         | 大会                                               | 出典         |
| ------------ | -------------- | -------------------------------------- | ---------------------------------------------------------------- | -------------------- | -------------- | ------------ | -------------------------------------------------- | ------------ |
| 1            | 2008年03月10日 | アフナス                               | ダサキ・スタジアム                                               | ロシア               | ○ 3-1          | 佐々木則夫   | 2008 キプロス女子カップ                            |              |
| 2            | 2008年05月31日 | ホーチミン                             | トンニャット・スタジアム                                         | チャイニーズタイペイ | ○ 11-0         | 佐々木則夫   | アジアカップ                                       |              |
| 3            | 2009年07月29日 | マンハイム                             |                                                                  | ドイツ               | △ 0-0          | 佐々木則夫   | 国際親善試合                                       |              |
| 4            | 2009年08月01日 | モンタルジ                             |                                                                  | フランス             | ○ 4-0          | 佐々木則夫   | 国際親善試合                                       |              |
| 5            | 2009年11月14日 | さいたま                               | さいたま市駒場スタジアム                                         | ニュージーランド     | ○ 2-1          | 佐々木則夫   | 国際親善試合                                       |              |
| 6            | 2010年1月13日  | コキンボ                               |                                                                  | デンマーク           | ○ 1-0          | 佐々木則夫   | バイセンテニアル・ウィメンズ・カップ2010           | [ 40 ]       |
| 7            | 2010年1月15日  | コキンボ                               | エスタディオ・ビセンテナリオ・フランシスコ・サンチェス・ルモロソ | チリ                 | △ 1-1          | 佐々木則夫   | バイセンテニアル・ウィメンズ・カップ2010           | [ 41 ]       |
| 8            | 2010年1月21日  | コキンボ                               |                                                                  | コロンビア           | ○ 4-2          | 佐々木則夫   | バイセンテニアル・ウィメンズ・カップ2010           | [ 42 ]       |
| 9            | 2010年1月23日  | コキンボ                               | エスタディオ・ビセンテナリオ・フランシスコ・サンチェス・ルモロソ | アルゼンチン         | ○ 3-0          | 佐々木則夫   | バイセンテニアル・ウィメンズ・カップ2010           | [ 43 ]       |
| 10           | 2010年2月6日   | 調布                                   | 味の素スタジアム                                                 | 中華人民共和国       | ○ 2-0          | 佐々木則夫   | 東アジアサッカー選手権2010                         | [ 44 ]       |
| 11           | 2010年2月11日  | 東京                                   | 国立競技場                                                       | チャイニーズタイペイ | ○ 3-0          | 佐々木則夫   | 東アジアサッカー選手権2010                         | [ 45 ]       |
| 12           | 2010年2月13日  | 調布                                   | 味の素スタジアム                                                 | 韓国                 | ○ 2-1          | 佐々木則夫   | 東アジアサッカー選手権2010                         | [ 46 ]       |
| 13           | 2010年5月8日   | 松本                                   | 松本平広域公園総合球技場アルウィン                               | メキシコ             | ○ 4-0          | 佐々木則夫   | 2010 AFC女子アジアカップ 壮行試合                  | [ 47 ]       |
| 14           | 2010年5月20日  | 成都                                   | 成都市体育中心                                                   | ミャンマー           | ○ 8-0          | 佐々木則夫   | 2010 AFC女子アジアカップ                           | [ 48 ]       |
| 15           | 2010年5月24日  | 成都                                   | 成都市体育中心                                                   | 北朝鮮               | ○ 2-1          | 佐々木則夫   | 2010 AFC女子アジアカップ                           | [ 49 ]       |
| 16           | 2010年5月27日  | 成都                                   | 成都市体育中心                                                   | オーストラリア       | ● 0-1          | 佐々木則夫   | 2010 AFC女子アジアカップ                           | [ 50 ]       |
| 17           | 2010年5月30日  | 成都                                   | 成都市体育中心                                                   | 中華人民共和国       | ○ 2-0          | 佐々木則夫   | 2010 AFC女子アジアカップ                           | [ 51 ]       |
| 18           | 2010年11月14日 | 広州                                   | 黄埔体育中心                                                     | タイ                 | ○ 4-0          | 佐々木則夫   | 第16回アジア競技大会                               | [ 52 ]       |
| 19           | 2010年11月20日 | 広州                                   | 越秀山体育場                                                     | 中華人民共和国       | ○ 1-0          | 佐々木則夫   | 第16回アジア競技大会                               | [ 53 ]       |
| 20           | 2010年11月22日 | 広州                                   | 天河体育中心体育場                                               | 北朝鮮               | ○ 1-0          | 佐々木則夫   | 第16回アジア競技大会                               | [ 54 ]       |
| 21           | 2011年3月2日   | ヴィラ・レアル・デ・サント・アントニオ | 市営スタジアム                                                   | アメリカ合衆国       | ● 1-2          | 佐々木則夫   | アルガルヴェ・カップ2011                           | [ 55 ]       |
| 22           | 2011年3月4日   | ラゴス                                 | 市営スタジアム                                                   | フィンランド         | ○ 5-0          | 佐々木則夫   | アルガルヴェ・カップ2011                           | [ 56 ]       |
| 23           | 2011年3月7日   | パルシャル                             | ベラ・ヴィスタ市営スタジアム                                     | ノルウェー           | ○ 1-0          | 佐々木則夫   | アルガルヴェ・カップ2011                           | [ 57 ]       |
| 24           | 2011年3月9日   | パルシャル                             | ベラ・ヴィスタ市営スタジアム                                     | スウェーデン         | ○ 2-1          | 佐々木則夫   | アルガルヴェ・カップ2011                           | [ 58 ]       |
| 25           | 2011年5月14日  | コロンバス                             | コロンバス・クルー・スタジアム                                   | アメリカ合衆国       | ● 0-2          | 佐々木則夫   | 国際親善試合 ～アメリカ遠征～                      | [ 59 ]       |
| 26           | 2011年5月18日  | ケーリー                               | ウェイクメド・サッカー・パーク                                   | アメリカ合衆国       | ● 0-2          | 佐々木則夫   | 国際親善試合 ～アメリカ遠征～                      | [ 60 ]       |
| 27           | 2011年6月18日  | 松山                                   | ニンジニアスタジアム                                             | 韓国                 | △ 1-1          | 佐々木則夫   | 国際親善試合                                       | [ 61 ]       |
| 28           | 2011年6月27日  | ボーフム                               | FIFA女子ワールドカップスタジアム・ボーフム                       | ニュージーランド     | ○ 2-1          | 佐々木則夫   | 2011 FIFA女子ワールドカップ                        | [ 62 ]       |
| 29           | 2011年7月1日   | レーヴァークーゼン                     | FIFA女子ワールドカップスタジアム・レーヴァークーゼン             | メキシコ             | ○ 4-0          | 佐々木則夫   | 2011 FIFA女子ワールドカップ                        | [ 63 ]       |
| 30           | 2011年7月5日   | アウクスブルク                         | FIFA女子ワールドカップスタジアム・アウクスブルク                 | イングランド         | ● 0-2          | 佐々木則夫   | 2011 FIFA女子ワールドカップ                        | [ 64 ]       |
| 31           | 2011年7月9日   | ヴォルフスブルク                       | FIFA女子ワールドカップスタジアム・ヴォルフスブルク               | ドイツ               | ○ 1-0          | 佐々木則夫   | 2011 FIFA女子ワールドカップ                        | [ 65 ]       |
| 32           | 2011年7月13日  | フランクフルト                         | FIFA女子ワールドカップスタジアム・フランクフルト                 | スウェーデン         | ○ 3-1          | 佐々木則夫   | 2011 FIFA女子ワールドカップ                        | [ 66 ]       |
| 33           | 2011年7月17日  | フランクフルト                         | FIFA女子ワールドカップスタジアム・フランクフルト                 | アメリカ合衆国       | ○ 2-2 (PK 3-1) | 佐々木則夫   | 2011 FIFA女子ワールドカップ                        | [ 67 ]       |
| 34           | 2011年9月1日   | 済南                                   | 山東省体育中心体育場                                             | タイ                 | ○ 3-0          | 佐々木則夫   | 2012年ロンドンオリンピック・アジア最終予選         | [ 68 ]       |
| 35           | 2011年9月3日   | 済南                                   | 済南オリンピック・スポーツセンター                               | 韓国                 | ○ 2-1          | 佐々木則夫   | 2012年ロンドンオリンピック・アジア最終予選         | [ 69 ]       |
| 36           | 2011年9月5日   | 済南                                   | 山東省体育中心体育場                                             | オーストラリア       | ○ 1-0          | 佐々木則夫   | 2012年ロンドンオリンピック・アジア最終予選         | [ 70 ]       |
| 37           | 2011年9月8日   | 済南                                   | 山東省体育中心体育場                                             | 北朝鮮               | △ 1-1          | 佐々木則夫   | 2012年ロンドンオリンピック・アジア最終予選         | [ 71 ]       |
| 38           | 2011年9月11日  | 済南                                   | 済南オリンピック・スポーツセンター                               | 中華人民共和国       | ○ 1-0          | 佐々木則夫   | 2012年ロンドンオリンピック・アジア最終予選         | [ 72 ]       |
| 39           | 2012年2月29日  | パルシャル                             | ベラ・ヴィスタ市営スタジアム                                     | ノルウェー           | ○ 2-1          | 佐々木則夫   | アルガルヴェ・カップ2012                           | [ 73 ]       |
| 40           | 2012年3月5日   | ファロ ／ ローレ                       | エスタディオ・アルガルヴェ                                       | アメリカ合衆国       | ○ 1-0          | 佐々木則夫   | アルガルヴェ・カップ2012                           | [ 74 ]       |
| 41           | 2012年3月7日   | ファロ ／ ローレ                       | エスタディオ・アルガルヴェ                                       | ドイツ               | ● 3-4          | 佐々木則夫   | アルガルヴェ・カップ2012                           | [ 75 ]       |
| 42           | 2012年4月1日   | 仙台                                   | ユアテックスタジアム仙台                                         | アメリカ合衆国       | △ 1-1          | 佐々木則夫   | キリンチャレンジカップ2012                         | [ 76 ]       |
| 43           | 2012年4月5日   | 神戸                                   | ホームズスタジアム神戸                                           | ブラジル             | ○ 4-1          | 佐々木則夫   | キリンチャレンジカップ2012                         | [ 77 ]       |
| 44           | 2012年6月18日  | ハルムスタッド                         | オルヤンス・ヴァル                                               | アメリカ合衆国       | ● 1-4          | 佐々木則夫   | 国際親善試合 ～スウェーデン遠征～                  | [ 78 ]       |
| 45           | 2012年6月20日  | ヨーテボリ                             | ガムラ・ウッレヴィ                                               | スウェーデン         | ○ 1-0          | 佐々木則夫   | 国際親善試合 ～スウェーデン遠征～                  | [ 79 ]       |
| 46           | 2012年7月11日  | 東京                                   | 国立競技場                                                       | オーストラリア       | ○ 3-0          | 佐々木則夫   | キリンチャレンジカップ2012                         |              |
| 47           | 2012年7月19日  | パリ                                   | スタッド・シャルレティ                                           | フランス             | ● 0-2          | 佐々木則夫   | 国際親善試合                                       |              |
| 48           | 2012年7月25日  | コヴェントリー                         | シティ・オブ・コヴェントリー・スタジアム                         | カナダ               | ○ 2-1          | 佐々木則夫   | 2012年ロンドンオリンピック                         | [ 80 ]       |
| 49           | 2012年7月28日  | コヴェントリー                         | シティ・オブ・コヴェントリー・スタジアム                         | スウェーデン         | △ 0-0          | 佐々木則夫   | 2012年ロンドンオリンピック                         | [ 81 ]       |
| 50           | 2012年8月3日   | カーディフ                             | ミレニアム・スタジアム                                           | ブラジル             | ○ 2-0          | 佐々木則夫   | 2012年ロンドンオリンピック                         | [ 82 ]       |
| 51           | 2012年8月6日   | ロンドン                               | ウェンブリー・スタジアム                                         | フランス             | ○ 2-1          | 佐々木則夫   | 2012年ロンドンオリンピック                         | [ 83 ]       |
| 52           | 2012年8月9日   | ロンドン                               | ウェンブリー・スタジアム                                         | アメリカ合衆国       | ● 1-2          | 佐々木則夫   | 2012年ロンドンオリンピック                         | [ 84 ]       |
| 53           | 2013年3月8日   | パルシャル                             | ベラ・ヴィスタ市営スタジアム                                     | ドイツ               | ● 1-2          | 佐々木則夫   | アルガルヴェ・カップ2013                           | [ 85 ]       |
| 54           | 2013年3月11日  | ファロ ／ ローレ                       | エスタディオ・アルガルヴェ                                       | デンマーク           | ○ 2-0          | 佐々木則夫   | アルガルヴェ・カップ2013                           | [ 86 ]       |
| 55           | 2013年3月13日  | ファロ ／ ローレ                       | エスタディオ・アルガルヴェ                                       | 中華人民共和国       | ○ 1-0          | 佐々木則夫   | アルガルヴェ・カップ2013                           | [ 87 ]       |
| 56           | 2014年10月25日 | エドモントン                           | コモンウェルス・スタジアム                                       | カナダ               | ○ 3-0          | 佐々木則夫   | 国際親善試合                                       | [ 88 ]       |
| 57           | 2014年10月28日 | バンクーバー                           | BCプレイス・スタジアム                                           | カナダ               | ○ 3-2          | 佐々木則夫   | 国際親善試合                                       | [ 89 ]       |
| 58           | 2015年3月4日   | パルシャル                             | ベラ・ヴィスタ市営スタジアム                                     | デンマーク           | ● 1-2          | 佐々木則夫   | アルガルヴェ・カップ2015                           | [ 90 ]       |
| 59           | 2015年3月9日   | パルシャル                             | ベラ・ヴィスタ市営スタジアム                                     | フランス             | ● 1-3          | 佐々木則夫   | アルガルヴェ・カップ2015                           | [ 91 ]       |
| 60           | 2015年3月11日  | ファロ ／ ローレ                       | エスタディオ・アルガルヴェ                                       | アイスランド         | ○ 2-0          | 佐々木則夫   | アルガルヴェ・カップ2015                           | [ 92 ]       |
| 61           | 2015年5月24日  | 丸亀                                   | 香川県立丸亀競技場                                               | ニュージーランド     | ○ 1-0          | 佐々木則夫   | MS&ADなでしこカップ2015                            | [ 93 ]       |
| 62           | 2015年5月28日  | 長野                                   | 南長野運動公園総合球技場                                         | イタリア             | ○ 1-0          | 佐々木則夫   | キリンチャレンジカップ2015                         | [ 94 ]       |
| 63           | 2015年6月12日  | バンクーバー                           | BCプレイス・スタジアム                                           | カメルーン           | ○ 2-1          | 佐々木則夫   | 2015 FIFA女子ワールドカップ                        | [ 95 ]       |
| 64           | 2015年6月16日  | ウィニペグ                             | ウィニペグ・スタジアム                                           | エクアドル           | ○ 1-0          | 佐々木則夫   | 2015 FIFA女子ワールドカップ                        | [ 96 ]       |
| 65           | 2015年6月23日  | バンクーバー                           | BCプレイス・スタジアム                                           | オランダ             | ○ 2-1          | 佐々木則夫   | 2015 FIFA女子ワールドカップ                        | [ 97 ]       |
| 66           | 2015年6月27日  | エドモントン                           | コモンウェルス・スタジアム                                       | オーストラリア       | ○ 1-0          | 佐々木則夫   | 2015 FIFA女子ワールドカップ                        | [ 98 ]       |
| 67           | 2015年7月1日   | エドモントン                           | コモンウェルス・スタジアム                                       | イングランド         | ○ 2-1          | 佐々木則夫   | 2015 FIFA女子ワールドカップ                        | [ 99 ]       |
| 68           | 2015年7月5日   | バンクーバー                           | BCプレイス・スタジアム                                           | アメリカ合衆国       | ● 2-5          | 佐々木則夫   | 2015 FIFA女子ワールドカップ                        | [ 100 ]      |
| 69           | 2015年11月29日 | フォ－レンダム                         | FCフォーレンダムスタジアム                                       | オランダ             | ● 1-3          | 佐々木則夫   | 国際親善試合                                       | [ 101 ]      |
| 70           | 2016年2月29日  | 大阪                                   | キンチョウスタジアム                                             | オーストラリア       | ● 1-3          | 佐々木則夫   | 2016年リオデジャネイロオリンピック・アジア最終予選 | [ 102 ]      |
| 71           | 2016年3月4日   | 大阪                                   | キンチョウスタジアム                                             | 中華人民共和国       | ● 1-2          | 佐々木則夫   | 2016年リオデジャネイロオリンピック・アジア最終予選 | [ 103 ]      |
| 72           | 2016年3月9日   | 大阪                                   | キンチョウスタジアム                                             | 北朝鮮               | ○ 1-0          | 佐々木則夫   | 2016年リオデジャネイロオリンピック・アジア最終予選 | [ 104 ]      |
| 73           | 2017年3月1日   | パルシャル                             | ベラ・ヴィスタ市営スタジアム                                     | スペイン             | ● 1-2          | 高倉麻子     | アルガルヴェ・カップ2017                           | [ 105 ]      |
| 74           | 2017年3月3日   | パルシャル                             | ベラ・ヴィスタ市営スタジアム                                     | アイスランド         | ○ 2-0          | 高倉麻子     | アルガルヴェ・カップ2017                           | [ 106 ]      |
| 75           | 2017年3月6日   | ファロ ／ ローレ                       | エスタディオ・アルガルヴェ                                       | ノルウェー           | ○ 2-0          | 高倉麻子     | アルガルヴェ・カップ2017                           | [ 107 ]      |
| 76           | 2017年3月8日   | ファロ ／ ローレ                       | エスタディオ・アルガルヴェ                                       | オランダ             | ● 2-3          | 高倉麻子     | アルガルヴェ・カップ2017                           | [ 108 ]      |
| 77           | 2017年6月9日   | ブレダ                                 | ラット・フェルレフ・スタディオン                                 | オランダ             | ○ 1-0          | 高倉麻子     | 国際親善試合 ～オランダ・ベルギー遠征～            | [ 109 ]      |
| 78           | 2017年6月13日  | ルーヴェン                             | デン・ドリーフ                                                   | ベルギー             | △ 1-1          | 高倉麻子     | 国際親善試合 ～オランダ・ベルギー遠征～            | [ 110 ]      |
| 79           | 2017年7月27日  | シアトル                               | センチュリーリンク・フィールド                                   | ブラジル             | △ 1-1          | 高倉麻子     | 2017 トーナメント・オブ・ネーションズ              | [ 111 ]      |
| 80           | 2017年8月3日   | カーソン                               | スタブハブ・センター                                             | アメリカ合衆国       | ● 0-3          | 高倉麻子     | 2017 トーナメント・オブ・ネーションズ              | [ 112 ]      |
| 81           | 2017年10月22日 | 長野                                   | 長野Uスタジアム                                                  | スイス               | ○ 3-0          | 高倉麻子     | MS&ADカップ2017                                    | [ 113 ]      |
| 82           | 2017年11月24日 | アンマン                               | キング・アブドゥッラー2世スタジアム                              | ヨルダン             | ○ 2-0          | 高倉麻子     | 国際親善試合 ～ ヨルダン遠征 ～                    | [ 114 ]      |
| 83           | 2017年12月8日  | 千葉                                   | 千葉市蘇我球技場（フクダ電子アリーナ）                           | 韓国                 | ○ 3-2          | 高倉麻子     | EAFF E-1サッカー選手権2017                         | [ 115 ]      |
| 84           | 2017年12月11日 | 千葉                                   | 千葉市蘇我球技場（フクダ電子アリーナ）                           | 中華人民共和国       | ○ 1-0          | 高倉麻子     | EAFF E-1サッカー選手権2017                         | [ 116 ]      |
| 85           | 2017年12月15日 | 千葉                                   | 千葉市蘇我球技場（フクダ電子アリーナ）                           | 北朝鮮               | ● 0-2          | 高倉麻子     | EAFF E-1サッカー選手権2017                         | [ 117 ]      |
| 86           | 2018年2月28日  | パルシャル                             | ベラ・ヴィスタ市営スタジアム                                     | オランダ             | ● 2-6          | 高倉麻子     | アルガルヴェ・カップ2018                           | [ 118 ]      |
| 87           | 2018年3月5日   | ファロ ／ ローレ                       | エスタディオ・アルガルヴェ                                       | デンマーク           | ○ 2-0          | 高倉麻子     | アルガルヴェ・カップ2018                           | [ 119 ]      |
| 88           | 2018年3月7日   | パルシャル                             | ベラ・ヴィスタ市営スタジアム                                     | カナダ               | ● 0-2          | 高倉麻子     | アルガルヴェ・カップ2018                           | [ 120 ]      |
| 89           | 2018年4月1日   | 諫早                                   | トランスコスモススタジアム長崎                                   | ガーナ               | ○ 7-1          | 高倉麻子     | MS&ADカップ2018                                    | [ 121 ]      |
| 90           | 2018年4月7日   | アンマン                               | キング・アブドゥッラー2世スタジアム                              | ベトナム             | ○ 4-0          | 高倉麻子     | 2018 AFC女子アジアカップ                           | [ 122 ]      |
| 91           | 2018年4月10日  | アンマン                               | アンマン国際スタジアム                                           | 韓国                 | △ 0-0          | 高倉麻子     | 2018 AFC女子アジアカップ                           | [ 123 ]      |
| 92           | 2018年4月13日  | アンマン                               | アンマン国際スタジアム                                           | オーストラリア       | △ 1-1          | 高倉麻子     | 2018 AFC女子アジアカップ                           | [ 124 ]      |
| 93           | 2018年4月20日  | アンマン                               | アンマン国際スタジアム                                           | オーストラリア       | ○ 1-0          | 高倉麻子     | 2018 AFC女子アジアカップ                           | [ 125 ]      |
| 94           | 2018年6月10日  | ウェリントン                           | ウエストパック・スタジアム                                       | ニュージーランド     | ○ 3-1          | 高倉麻子     | 国際親善試合                                       | [ 126 ]      |
| 95           | 2018年7月26日  | カンザスシティ                         | チルドレンズ・マーシー・パーク                                   | アメリカ合衆国       | ● 2-4          | 高倉麻子     | 2018 トーナメント・オブ・ネーションズ              | [ 127 ]      |
| 96           | 2018年7月29日  | イーストハートフォード                 | プラット・アンド・ホイットニー・スタジアム                       | ブラジル             | ● 1-2          | 高倉麻子     | 2018 トーナメント・オブ・ネーションズ              | [ 128 ]      |
| 97           | 2018年8月2日   | ブリッジビュー                         | トヨタ・パーク                                                   | オーストラリア       | ● 0-2          | 高倉麻子     | 2018 トーナメント・オブ・ネーションズ              | [ 129 ]      |
| 98           | 2018年8月16日  | パレンバン                             | ブミ・シュリーヴィジャヤ・スタジアム                             | タイ                 | ○ 2-0          | 高倉麻子     | 第18回アジア競技大会                               | [ 130 ]      |
| 99           | 2018年8月21日  | パレンバン                             | ゲロラ・シュリーヴィジャヤ・スタジアム                           | ベトナム             | ○ 7-0          | 高倉麻子     | 第18回アジア競技大会                               | [ 131 ]      |
| 100          | 2018年8月25日  | パレンバン                             | ゲロラ・シュリーヴィジャヤ・スタジアム                           | 北朝鮮               | ○ 2-1          | 高倉麻子     | 第18回アジア競技大会                               | [ 132 ]      |
| 101          | 2018年8月28日  | パレンバン                             | ゲロラ・シュリーヴィジャヤ・スタジアム                           | 韓国                 | ○ 2-1          | 高倉麻子     | 第18回アジア競技大会                               | [ 133 ]      |
| 102          | 2018年8月31日  | パレンバン                             | ゲロラ・シュリーヴィジャヤ・スタジアム                           | 中華人民共和国       | ○ 1-0          | 高倉麻子     | 第18回アジア競技大会                               | [ 134 ]      |
| 103          | 2018年11月11日 | 鳥取                                   | 鳥取市営サッカー場・バードスタジアム                             | ノルウェー           | ○ 4-1          | 高倉麻子     | 国際親善試合                                       | [ 135 ]      |
| 104          | 2019年2月27日  | チェスター                             | タレン・エナジー・スタジアム                                     | アメリカ合衆国       | △ 2-2          | 高倉麻子     | 2019 シービリーブスカップ                          | [ 136 ]      |
| 105          | 2019年3月2日   | ナッシュビル                           | ニッサン・スタジアム                                             | ブラジル             | ○ 3-1          | 高倉麻子     | 2019 シービリーブスカップ                          | [ 137 ]      |
| 106          | 2019年3月5日   | タンパ                                 | レイモンド・ジェームス・スタジアム                               | イングランド         | ● 0-3          | 高倉麻子     | 2019 シービリーブスカップ                          | [ 138 ]      |
| 107          | 2019年4月4日   | オセール                               | スタッド・アッベ・デシャン                                       | フランス             | ● 1-3          | 高倉麻子     | 国際親善試合 ～ヨーロッパ遠征～                    | [ 139 ]      |
| 108          | 2019年4月9日   | パーダーボルン                         | ベンテラー・アレーナ                                             | ドイツ               | △ 2-2          | 高倉麻子     | 国際親善試合 ～ヨーロッパ遠征～                    | [ 140 ]      |
| 109          | 2019年6月2日   | ル・トゥケ                             | スタッド・ジェラール・ウリエ                                     | スペイン             | △ 1-1          | 高倉麻子     | 国際親善試合                                       | [ 141 ]      |
| 110          | 2019年6月10日  | パリ                                   | パルク・デ・プランス                                             | アルゼンチン         | △ 0-0          | 高倉麻子     | 2019 FIFA女子ワールドカップ                        | [ 142 ]      |
| 111          | 2019年6月14日  | レンヌ                                 | ロアゾン・パルク                                                 | スコットランド       | ○ 2-1          | 高倉麻子     | 2019 FIFA女子ワールドカップ                        | [ 143 ]      |
| 112          | 2019年6月19日  | ニース                                 | スタッド・ド・ニース                                             | イングランド         | ● 0-2          | 高倉麻子     | 2019 FIFA女子ワールドカップ                        | [ 144 ]      |
| 113          | 2019年6月25日  | レンヌ                                 | ロアゾン・パルク                                                 | オランダ             | ● 1-2          | 高倉麻子     | 2019 FIFA女子ワールドカップ                        | [ 145 ]      |
| 114          | 2021年4月8日   | 仙台                                   | ユアテックスタジアム仙台                                         | パラグアイ           | ○ 7-0          | 高倉麻子     | 国際親善試合                                       | [ 146 ]      |

#### ゴール
| ゴール一覧 | ゴール一覧     | ゴール一覧   | ゴール一覧                     | ゴール一覧           | ゴール一覧 | ゴール一覧 | ゴール一覧                  | ゴール一覧 |
| #          | 開催日         | 開催都市     | スタジアム                     | 対戦国               | 結果       | 監督       | 大会                        | 出典       |
| ---------- | -------------- | ------------ | ------------------------------ | -------------------- | ---------- | ---------- | --------------------------- | ---------- |
| 1.         | 2008年5月31日  | ホーチミン   | トンニャット・スタジアム       | チャイニーズタイペイ | ○ 11-0     | 佐々木則夫 | 2008 AFC女子アジアカップ    | [ 147 ]    |
| 2.         | 2010年5月20日  | 成都         | 成都市体育中心                 | ミャンマー           | ○ 8-0      | 佐々木則夫 | 2010 AFC女子アジアカップ    | [ 148 ]    |
| 3.         | 2014年10月28日 | バンクーバー | BCプレイス・スタジアム         | カナダ               | ○ 3-2      | 佐々木則夫 | 国際親善試合                | [ 149 ]    |
| 4.         | 2015年6月12日  | バンクーバー | BCプレイス・スタジアム         | カメルーン           | ○ 2-1      | 佐々木則夫 | 2015 FIFA女子ワールドカップ | [ 150 ]    |
| 5.         | 2018年4月1日   | 諫早         | トランスコスモススタジアム長崎 | ガーナ               | ○ 7-1      | 高倉麻子   | MS&ADカップ2018             | [ 151 ]    |

## タイトル・表彰

### クラブ
- INAC神戸レオネッサ
  - 皇后杯全日本女子サッカー選手権大会：2回 (2015、2016)

### 代表
- 日本女子代表(なでしこジャパン)
  - FIFA女子ワールドカップ：1回 (2011)
  - アジア競技大会：2回 (2010、2018)
  - AFC女子アジアカップ：1回 (2018)
  - 東アジアサッカー選手権：1回 (2010)

### 個人
- なでしこリーグ
  - ディビジョン2 最優秀選手：1回（2007）
  - ベストイレブン：4回（2010、2016、2017、2018）
  - サポーターが選ぶMVP：1回（2010）

- WEリーグ
  - 優秀選手賞: 1回 (2023-24)

### 表彰
- 国民栄誉賞（2011年、2011 FIFA女子ワールドカップ日本女子代表の一員として）
- 紫綬褒章（2011年、同上）

## 主なメディア出演

### テレビ番組
- あの試合をもう一度！スポーツ名勝負「なでしこ初優勝ドイツ大会2011」（NHKBS1） リモート出演　2020年5月30日[152].2020年5月29日付、2020年12月29日閲覧
- S☆1PLUS（2021年9月22日、TBS）

### CM
- 日本航空（2015年）[153]

### 雑誌掲載
- 週刊サッカーマガジン 鮫島本人によるコラム「サメトーーク」掲載（2012年）